# Bonnerichthys
El Bonnerichthys es un género de peces filtradores fósiles dentro de la familia Pachycormidae que vivió durante el Período Cretácico Tardío. 
Los restos fósiles de este taxón se conocen del Miembro de Smoky hill de la Formación de Tiza Niobrara en Kansas. Creció unos 20 pies de largo, aunque no es tan grande como el Leedsichthys (con el cual está relacionado) que probablemente creció unos 56 pies.

## Alimentación
Una de las características más significativas de Bonnerichthys es el reconocimiento de que era un alimentador de filtro , que vivía en plancton . Este reconocimiento de que muchos peces de cuerpo grande del Mesozoico en Pachycormidae fueron alimentadores de filtro muestra que este nicho se llenó durante al menos 100 millones de años antes de lo que se conocía anteriormente. El nicho moderno está ocupado por varias especies de tiburones filtradores y ballenas barbadas.
- Datos: Q4942195
- Multimedia: Bonnerichthys / Q4942195